# أوغسطين وليامز
أوغسطين وليامز (بالإنجليزية: Augustine Williams)‏ هو لاعب كرة قدم سيراليوني في مركز الهجوم، ولد في 3 أغسطس 1997 في فريتاون في سيراليون. لعب مع لوس أنجلوس غلاكسي.

## وصلات خارجية
- أوغسطين وليامز على موقع الدوري الأمريكي (الإنجليزية)
- أوغسطين وليامز على موقع قاعدة بيانات كرة القدم.إي يو (الإنجليزية)
- أوغسطين وليامز على موقع ناشيونال فوتبول تيمز (الإنجليزية)
- أوغسطين وليامز على موقع Soccerway.com (الإنجليزية)